# Борушенко-Моро Лариса Павлівна
Лариса Павлівна Боруше́нко-Мо́ро (нар. 18 червня 1944, м. Катовиці, нині Польща) — українська піаністка в діаспорі. Дочка Павла Борушенка, сестра Оксани Борушенко. Лауреат премії Національного конкурсу фортепіано (штат Баїя, Бразилія, 1966). Проживає у Бразилії.

## Життєпис
Батько — Павло Борушенко, уродженець містечка Бариш, нині село Бучацького району Тернопільської області, Україна.
У 1964 році закінчила студії бібліотекознавства Паранського університету й одночасно Паранську школу музики та образотворчого миства (м. Куритиба, Бразилія; 1965, викл. Р. Франк). Удосконалювала майстерність у США та Австрії. Навчалась на курсах А. Естрелла, Д. Ласімоне, Ж. Клайна, Г. Алімонда.
Від 1969 — професор-асистент музики консерваторії у м. Велас-Артес (шт. Парана).
Учасниця конкурсів у Сан-Пауло, Ріо-де-Жанейро. Солістка симфонічного оркестру Федерального університету Парани, оркестру «Антиква де Куритиба».
Сольні концерти в містах Бразилії (від 1964), США (від 1968), Канади (від 1987), Німеччини (від 1993), України (від 1994). Виконує твори Е. Вілла-Лобоса, Е. Кріґера, Е. Назарета, Б. Бартока, С. Прокоф'єва, В. Барвінського, М. Лисенка, А. Кос-Анатольського, М. Колесси, Й.-С. Баха, Ф. Шопена, Й. Гайдна. Грі Борушенко притаманний дзвінкий, підкреслено-випуклий виклад, яскраве акцентування, оптимістичний характер звучання.